# تپه چیا زر
تپه چیا زر مربوط به هزاره اول قم - دوره اشکانیان است و در شهرستان کوهدشت، بخش مرکزی، دهستان کوهدشت شمالی، ۸۰۰ متری جنوب شرق روستای چم آسن واقع شده و این اثر در تاریخ ۲۸ اسفند ۱۳۸۵ با شمارهٔ ثبت ۱۸۸۲۳ به‌عنوان یکی از آثار ملی ایران به ثبت رسیده است.